# Лінкольн-Гайтс, Лос-Анджелес
Лінкольн-Гайтс (англ. Lincoln Heights) — один із найстаріших районів Лос-Анджелеса, Каліфорнія, США. Спочатку він називався «Східний Лос-Анджелес» з 1873 по 1917 рік. Це густонаселений район, переважно латиноамериканців та азіатців. Він містить багато історичних пам’яток і був відомий як «Спальня Пуебло».

## Історія

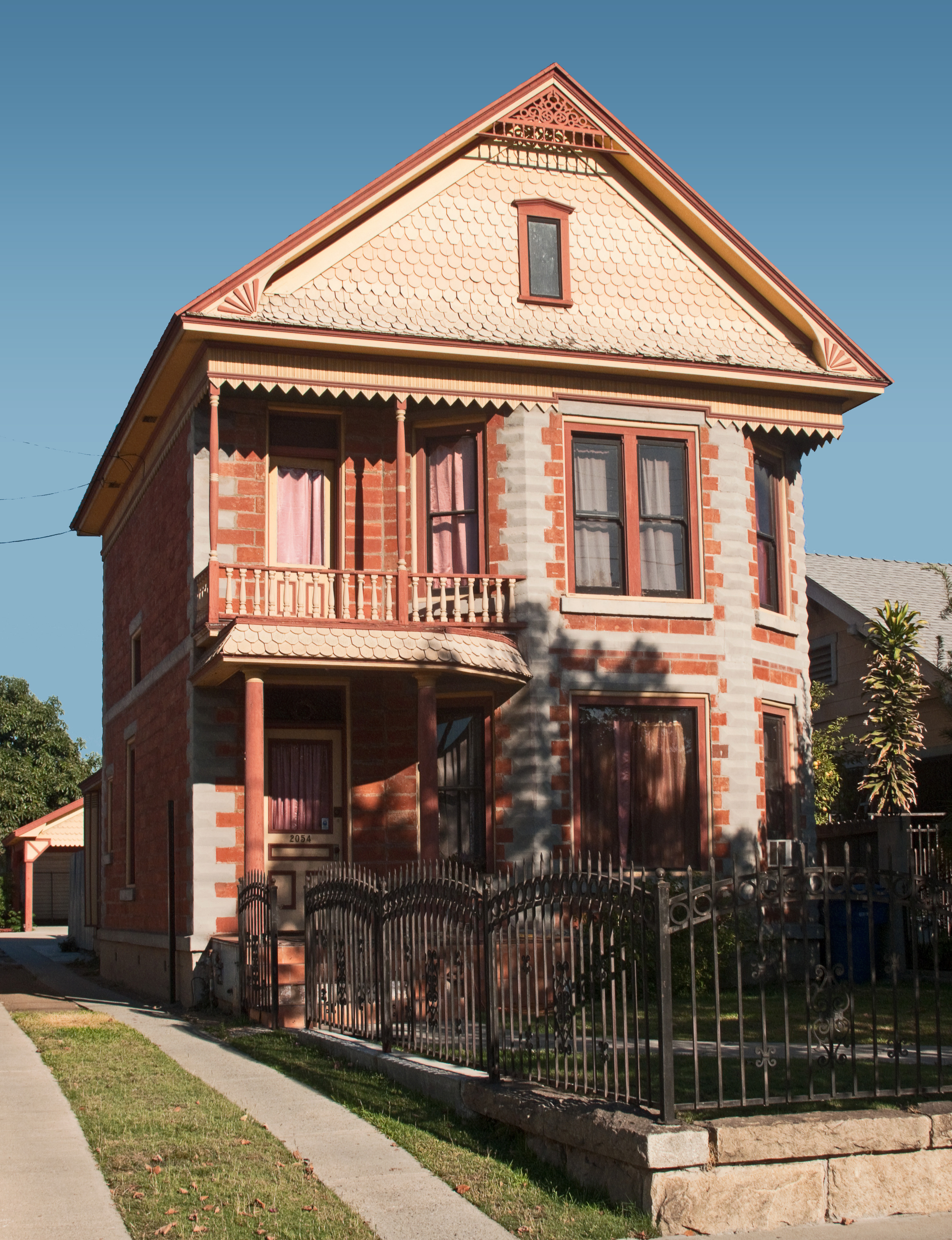
Історичний будинок на Гріффін-авеню

Селище Яангна було розташоване на місці нинішнього парку Дауні на Альбіоні та авеню 17. Лінкольн-Гайтс вважається одним із найстаріших районів за межами Ла-Пласіта/Соноратаун, починаючи з 1870-х років, і знаходиться повністю в оригінальній іспанській мові. чотири ліги пуебло землі Лос-Анджелеса. Розташована на скелі з видом на річку Лос-Анджелес і занурена в заплаву, прилегла територія річки Лінкольн-Хайтс стала першим промисловим коридором міста. Завдяки рабській праці Кіжів, він пізніше став домом для деяких найвідоміших промисловців у центрі міста, які побудували численні вікторіанські будинки, деякі з яких збереглися відповідно до міського розпорядження про збереження історичних пам’яток. Історично він називався Східний Лос-Анджелес з 1873 року. У 1863 році Джон Строзер Гріффін придбав 2000 акрів ранчо за 1000 доларів, а в 1870 році Гріффін і його племінник Хенкок Джонсон побудували там будинки. Наприкінці 1874 року вони запропонували на продаж додаткові 35 акрів, розділених на ділянки розміром 65 на 165 футів за 150 доларів кожна. Район був відомий як «Східний Лос-Анджелес» протягом 44 років до 1917 року, коли жителі проголосували за зміну назви на Лінкольн-Гайтс.
Цей район був першим приміським районом Лос-Анджелеса, який був розділений у 1873 році. Лінкольн-Гайтс мав вдале розташування, щоб служити будинком для людей, які працювали в промислових районах, уздовж річки Лос-Анджелес, і хотіли жити вище за течією. Наприкінці 1880-х років навколо перехрестя вулиць Північного Бродвею та Трумена було побудовано комерційний район із діловими будівлями, такими як Гайден Блок. Це визначено як перший приміський торговий район у Лос-Анджелесі; його було знесено в середині 20 століття, щоб звільнити місце для міжштатної автомагістралі 5 у Каліфорнії.